# Courtney W. Hamlin

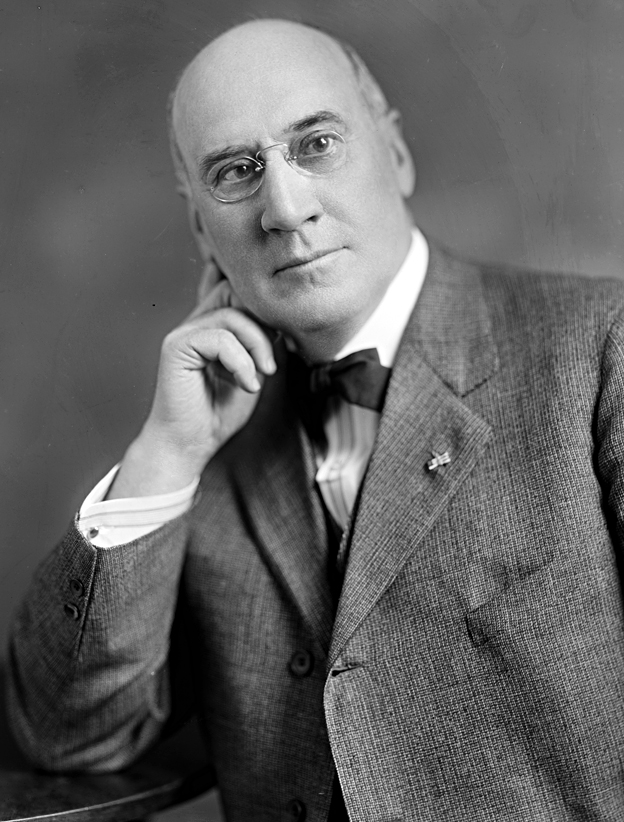
Courtney W. Hamlin

Courtney Walker Hamlin (* 27. Oktober 1858 in Brevard, Transylvania County, North Carolina; † 16. Februar 1950 in Santa Monica, Kalifornien) war ein US-amerikanischer Politiker. Zwischen 1903 und 1905 sowie nochmals von 1907 bis 1919 vertrat er den Bundesstaat Missouri im US-Repräsentantenhaus.

## Werdegang
Courtney Hamlin war ein Cousin des Kongressabgeordneten William Edward Barton (1868–1955). Im Jahr 1869 kam er mit seinen Eltern nach Leasburg in Missouri, wo er die öffentlichen Schulen besuchte. Außerdem absolvierte er noch die Salem Academy. Nach einem anschließenden Jurastudium und seiner 1882 erfolgten Zulassung als Rechtsanwalt begann er in Bolivar in diesem Beruf zu arbeiten. Gleichzeitig schlug er als Mitglied der Demokratischen Partei eine politische Laufbahn ein. Bei den Kongresswahlen des Jahres 1902 wurde Hamlin im siebten Wahlbezirk von Missouri in das US-Repräsentantenhaus in Washington, D.C. gewählt, wo er am 4. März 1903 die Nachfolge von James Cooney antrat. Da er im Jahr 1904 dem Republikaner John Welborn unterlag, konnte er bis zum 3. März 1907 zunächst nur eine Legislaturperiode im Kongress absolvieren.
Bei den Wahlen des Jahres 1906 wurde Hamlin erneut im siebten Distrikt seines Staates in den Kongress gewählt, wo er am 4. März 1907 Welborn wieder ablöste. Nach fünf Wiederwahlen konnte er bis zum 3. März 1919 sechs weitere Amtszeiten im US-Repräsentantenhaus verbringen. 1913 wurden der 16. und der 17. Verfassungszusatz ratifiziert. In den Jahren 1917 und 1918 war auch die Arbeit des Kongresses von den Ereignissen des Ersten Weltkrieges geprägt. Von 1911 bis 1919 war Hamlin Vorsitzender des Ausschusses zur Kontrolle der Ausgaben des Außenministeriums.
Im Jahr 1918 wurde Courtney Hamlin von seiner Partei nicht mehr zur Wiederwahl nominiert. Nach seinem Ausscheiden aus dem US-Repräsentantenhaus praktizierte er bis 1935 in Springfield als Anwalt. Danach zog er sich in den Ruhestand zurück, den er in Santa Monica verbrachte. Dort ist er am 16. Februar 1950 im Alter von 97 Jahren verstorben. Er wurde in Springfield beigesetzt.